# 恵照
恵照（けいしょう、? - 応永29年4月27日（1422年5月17日）は、室町時代前期の女性で尼僧。室町幕府第2代将軍・足利義詮の娘。第3代将軍・足利義満の妹。法名は桂林昌公。宝鏡寺殿と称された。
経歴などはほとんどわかっていないが、「宝鏡寺殿」と称されていたことから、宝鏡寺に入室し住持となっていたと思われる。宝鏡寺は光厳天皇の皇女・恵厳を開祖とする比丘尼御所である。足利将軍家の女子の中で、尼寺に入室していたことが確認できる最初の人物であり、恵照以後、足利将軍家の女子は将来の住持として幼少期から比丘尼御所に入室することが多くなった。